# Habib Diallo

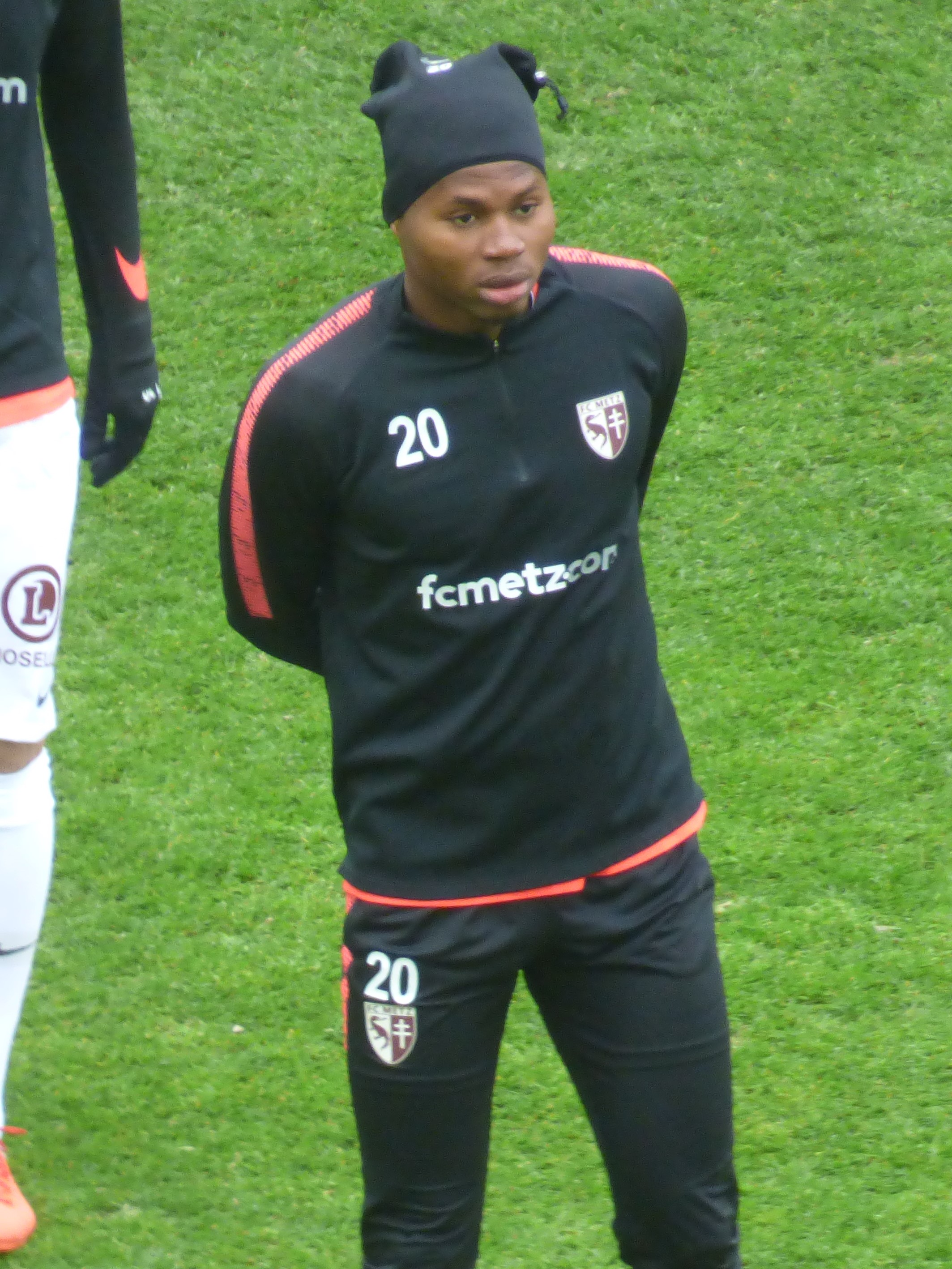
Diallo im Februar 2019

Habibou Mouhamadou „Habib“ Diallo (* 18. Juni 1995 in Thiès) ist ein senegalesischer Fußballspieler. Der Stürmer war ab seinem 18. Lebensjahr in Frankreich für den FC Metz und für den RC Strasbourg Alsace in der Ligue 1 aktiv. Seit August 2023 spielt er in Saudi-Arabien in der Saudi Professional League.
Diallo ist seit 2018 senegalesischer A-Nationalspieler und gewann mit der Nationalmannschaft den Afrika-Cup 2022.

## Karriere

### Verein
Anfänge im Senegal
Diallo begann als Kind im Senegal zunächst als Torwart mit dem Fußballspielen, entschied sich aber schnell für die Stürmerposition. Er spielte ab 2006 in Dakar für die Fußballakademie AS Génération Foot, die eine Kooperationspartnerschaft mit dem französischen Verein FC Metz unterhält und erfolgreiche Spieler wie Sadio Mané hervorgebracht hat. Die Scouts der Akademie hatten Habibs Vater überzeugt, dass im dortigen Internat die schulische Ausbildung seines Sohnes neben der fußballerischen gesichert ist.
FC Metz
Diallo wechselte schließlich im November 2013 als 18-Jähriger zum FC Metz, der in der Akademie ausgebildete Spieler bevorzugt verpflichten darf. Nachdem er Schwierigkeiten mit dem winterlichen Klima in Lothringen überwunden hatte, spielte Diallo zunächst für zwei Saisons in der Reservemannschaft im Amateurbereich (Championnat de France Amateur) und unterschrieb im Juli 2015 einen Profivertrag. Er absolvierte 17 Ligaspiele (neun Tore) in der Zweitligasaison 2015/16 und stieg am Saisonende als Tabellendritter mit der Mannschaft in die Ligue 1 auf. Bis Ende Januar 2017 kam er in 19 Erstligaspielen zum Einsatz (davon nur drei über die kompletten 90 Minuten), in denen er ein Tor erzielte. Diallo wurde dann bis Saisonende an den Zweitligisten Stade Brestois verliehen, um sich dort mittels mehr Spielzeit zu verbessern. Nach einer kurzen Rückkehr nach Metz für ein Spiel wurde Ende August 2017 ein erneutes Leihgeschäft mit Stade Brestois für die Zweitligasaison 2017/18 vereinbart. Hier scheiterte Diallo nach neun Toren in 33 absolvierten Ligaspielen mit der Mannschaft in den Aufstiegs-Play-offs. Anschließend kehrte er erneut zum FC Metz zurück, der inzwischen wieder in die Ligue 2 abgestiegen war.
Am zweiten Spieltag der Ligue-2-Spielzeit 2018/19 erzielte er nach seiner Einwechslung für den verletzten Opa Nguette in der 22. Spielminute vier Treffer beim 5:1-Sieg gegen die US Orléans. Am Saisonende stieg Diallo mit der Mannschaft als Tabellenerster in die Ligue 1 auf. Er hatte nur eines der 38 Saisonspiele verpasst und war mit 26 Saisontoren zweitbester Torschütze der Liga hinter Gaëtan Charbonnier, seinem ehemaligen Mitspieler bei Stade Brestois. Diallo wurde nach Saisonende in der von den Mitgliedern der Spielergewerkschaft Union Nationale des Footballeurs Professionnels abgehaltenen Wahl zu den Trophées UNFP du football – zusammen mit sechs Mannschaftskameraden – in die Mannschaft des Jahres (Équipe-type) der Ligue 2 gewählt.
Er wurde nach der Saison von einigen Vereinen umworben, verlängerte aber letztendlich im Juni 2019 seine Vertragslaufzeit beim FC Metz bis 2022. In der Ende April 2020 wegen der COVID-19-Pandemie in Frankreich abgebrochenen Ligue-1-Saison 2019/20 war er mit 12 Treffern in 26 Ligaspielen bester Torschütze seiner Mannschaft; der FC Metz hielt als Tabellen-15. die Klasse.
RC Strasbourg
Zu Beginn der Saison 2020/21 kam Diallo noch viermal für den FC Metz zum Einsatz. Nach dem sechsten Spieltag schloss er sich Anfang Oktober 2020 für fünf Jahre dem Ligakonkurrenten Racing Strasbourg an. Racing zahlte eine vereinsinterne Rekordablösesumme von kolportierten zehn Millionen Euro an den FC Metz. Für Racing, das von Thierry Laurey trainiert wurde, kam Diallo in jedem der verbleibenden 32 Ligaspiele zum Einsatz und erzielte neun Tore. Beim 1:1 im Spiel gegen den FC Lorient am letzten Spieltag erzielte Diallo das Tor der Straßburger; der Punktgewinn sicherte Racing schließlich den 15. Tabellenplatz und damit den Klassenerhalt.
In der Saison 2021/22 bildete Diallo unter dem neuen Trainer Julien Stéphan mit seinen Stürmerkollegen Ludovic Ajorque und Kevin Gameiro sowie dem Mittelfeldspieler Adrien Thomasson ein erfolgreiches Offensivquartett, das zusammen 42 der 60 Saisontore der Straßburger erzielte. Diallo stand wegen seiner Teilnahme am Afrika-Cup 2022 mit der senegalesischen Nationalmannschaft von Januar bis Mitte Februar 2022 nicht zur Verfügung; er traf in 31 Ligaspielen elfmal. RC Strasbourg verpasste nach einer 0:4-Heimniederlage gegen Olympique Marseille erst am letzten Spieltag die Qualifikation für einen internationalen Wettbewerb und wurde am Saisonende Tabellensechster – die beste Platzierung des Vereins seit über 40 Jahren.
Bis zur Spielpause Mitte November 2022 vor der Fußball-WM kam Diallo in der Saison 2022/23 in allen 15 Ligaspielen zum Einsatz und erzielte sechs Tore. Die Mannschaft stand indes auf dem vorletzten Tabellenplatz. Anfang Januar 2023 wurde Racings Trainer Julien Stéphan entlassen und durch Frédéric Antonetti ersetzt, außerdem verließen Diallos Offensivpartner Ajorque und Thomasson den Verein. Im zweiten Teil der nach der WM weitergeführten Saison verpasste er ein Spiel nach einer Gelb-Roten Karte und erzielte 14 weitere Tore, in vier Spielen davon je zwei Treffer. RC Strasbourg beendete die Saison auf dem 15. Tabellenplatz. Mit 20 Saisontoren wurde Diallo sechster der Torschützenliste der Ligue 1.
Saudi Professional League
Diallo absolvierte die Vorbereitung für die Saison 2023/24 unter dem neuen Trainer Patrick Vieira in Strasbourg. Kurz vor dem ersten Ligue-1-Saisonspiel im August 2023 nutzte er eine Freigabezusage des Strasbourger Vereinspräsidenten Marc Keller und schloss sich zur Spielzeit 2023/24 dem saudischen Erstligisten al-Shabab Club aus der Hauptstadt Riad an. Sein Vertrag läuft bis 2026. Zunächst unter Trainer Juan Brown und seit Mitte Oktober 2023 unter Igor Bišćan war Diallo Stammspieler im Sturm des Vereins und erzielte in 30 Ligaspielen fünf Tore.
Im August 2024 wurde er an den Ligakonkurrenten Damac FC verliehen und erzielte sieben Tore in 27 Spielen der Saison 2024/25. Sein Club beendete die Saison als Tabellen-14., knapp vor den Abstiegsplätzen. Nach Saisonende kehrte Diallo zu al-Shabab zurück.

### Nationalmannschaft
Diallo absolvierte im Oktober 2014 und im März 2015 zwei Spiele für die französische U-19-Nationalmannschaft.
Im Dezember 2015 nahm er mit der senegalesischen Olympia-Nationalmannschaft am U-23-Afrika-Cup im Senegal teil. Er kam im Turnier viermal zum Einsatz und erzielte zwei Tore. Das Team unterlag im Spiel um den dritten Platz im Elfmeterschießen der südafrikanischen Auswahl und verpasste damit die Qualifikation für die Olympischen Sommerspiele 2016 in Rio de Janeiro.
Seit November 2018 spielte Diallo 36-mal (sieben Tore) für die senegalesische A-Nationalmannschaft. Mit der Mannschaft gewann er im Februar 2022 in Kamerun den Afrika-Cup; er war in der Vorrunde in den drei Gruppenspielen eingesetzt worden. Als Mitglied der Siegermannschaft wurde er vom senegalesischen Präsidenten Macky Sall mit dem Ordre national du Lion („nationaler Löwenorden“), dem höchsten Verdienstorden des Landes, im Offiziersrang ausgezeichnet.
Mit der Nationalmannschaft qualifizierte Diallo sich für die Weltmeisterschaft 2022 in Katar, stand aber bei den entscheidenden Playoff-Spielen gegen Ägypten Ende März 2022 wegen einer Verletzung nicht im Kader. Für das WM-Turnier wurde er von Nationaltrainer Aliou Cissé nicht nominiert.
Diallo stand beim Afrika-Cup im Januar und Februar 2024 in allen vier Spielen seiner Mannschaft bis zum Ausscheiden im Achtelfinale in der Anfangsformation und erzielte zwei Tore.

### Spielweise
Bernard Zénier, Stürmer des FC Metz in den 1970er und 1980er Jahren und heute als Scout bei den Lothringern tätig, beschrieb im April 2019 den 1,86 m großen Rechtsfüßer Diallo als typischen Strafraumstürmer, der Flanken und Vorlagen der Flügelspieler verwertet. So erzielte er in der Zweitligasaison 2018/19 sämtliche seiner ersten 20 Saisontore – davon sieben Strafstöße – im gegnerischen Strafraum. Diallo sei eher kein schneller Konterspieler oder Dribbler. Zénier hob auch seine hohe Trefferquote (20 Tore aus 30 Versuchen) hervor, zeigte sich aber skeptisch, ob Diallo in der Ligue 1 – der FC Metz sollte zum Saisonende aufsteigen – ähnlich erfolgreich sein könne. Er habe noch Verbesserungspotential im technischen Bereich und bei der Ballannahme.
Während Diallos Zeit bei Stade Brestois in den Jahren 2017 und 2018 war Jean-Marc Furlan sein Trainer; er hielt Diallo für einen der besten fünf Kopfballspieler in Frankreich.
Auch in seinem Engagement bei RC Strasbourg wird Diallos Effizienz und „Aufblühen als reiner Mittelstürmer“ („blossoming in a pure center-forward role“) hervorgehoben, insbesondere in der Saison 2021/22 im 3-5-2-System unter Trainer Julien Stéphan.
Diallo selbst beantwortet die Frage, welche Art von Stürmer er sei, mit „Einer, der Tore schießt.“